# Anni Sacri
Anni Sacri è la diciassettesima enciclica pubblicata da papa Pio XII il 12 marzo 1950.

## Contenuto
In occasione dell'Anno Santo del 1950 il Papa chiede particolari preghiere per il rinnovamento cristiano e la concordia dei popoli.